# Philiris theleos
Philiris theleos är en fjärilsart som beskrevs av Druce 1897. Philiris theleos ingår i släktet Philiris och familjen juvelvingar. Inga underarter finns listade i Catalogue of Life.